# Yeste
Yeste – gmina w Hiszpanii, w prowincji Albacete, w Kastylii-La Mancha, o powierzchni 511,22 km². W 2011 roku gmina liczyła 3157 mieszkańców.